# ساموئل موتوسامی
ساموئل موتوسامی (انگلیسی: Samuel Moutoussamy؛ زادهٔ ۱۲ اوت ۱۹۹۶) بازیکن فوتبال اهل فرانسه است.
از باشگاه‌هایی که در آن بازی کرده‌است می‌توان به باشگاه فوتبال المپیک لیون اشاره کرد.
وی همچنین در تیم ملی فوتبال جمهوری دموکراتیک کنگو بازی کرده‌است.